# Epirixanthes elongata
Epirixanthes elongata är en jungfrulinsväxtart som beskrevs av Carl Ludwig von Blume. Epirixanthes elongata ingår i släktet Epirixanthes och familjen jungfrulinsväxter. Inga underarter finns listade i Catalogue of Life.